# 261
Évszázadok: 2. század – 3. század – 4. század
Évtizedek: 210-es évek – 220-as évek – 230-as évek – 240-es évek – 250-es évek – 260-as évek – 270-es évek – 280-as évek – 290-es évek – 300-as évek – 310-es évek
Évek: 256 – 257 – 258 – 259 –  260 – 261 – 262 – 263 – 264 – 265 – 266

## Események

### Római Birodalom
- Gallienus császárt és Lucius Petronius Taurus Volusianust választják consulnak.
- Britannia, Gallia Narbonensis és a hispániai provinciák csatlakoznak a Gall Császársághoz. Postumus Colonia Claudia Ara Agrippinensiumban (a mai Kölnben) rendezi be székhelyét, saját szenátust, consulokat, praetorianusokat választ és magasabb nemesfémtartalmú pénzt bocsát ki, mint Gallienus római császár.
- Macrianus Maior trónkövetelő egyik hadvezérét, Pisót küldi a Balkánra, hogy leverje Valens Thessalonicus achaeai kormányzó ellenállását. Piso és Valens mindketten császárrá kiáltják ki magukat. Valens legyőzi Pisót, de aztán saját katonái őt is megölik.
- Macrianus Maior és két fia, Macrianus Minor és Quietus keletről Rómába indulnak, de Trákiában Gallienus hadvezére, Aureolus legyőzi őket és a csatában az apa és egyik fiú elesnek. A másik fiú, Quietus Emesába menekül, ahol Odaenathus palmürai király kivégezteti.
- Macrianus halálát követően támogatója, Lucius Mussius Aemilianus egyiptomi kormányzó is császárrá kiáltja ki magát.

## Halálozások
- Macrianus Maior, római trónkövetelő
- Macrianus Minor, római trónkövetelő
- Quietus, római trónkövetelő
- Valens Thessalonicus, római trónkövetelő
- Piso, római trónkövetelő

## Fordítás
- Ez a szócikk részben vagy egészben  a(z)   261 című német Wikipédia-szócikk ezen változatának fordításán alapul.  Az eredeti cikk szerkesztőit annak laptörténete sorolja fel. Ez a jelzés csupán a megfogalmazás eredetét és a szerzői jogokat jelzi, nem szolgál a cikkben szereplő információk forrásmegjelöléseként.